# Rue Amparo-Poch-y-Gascón
La rue Amparo-Poch-y-Gascón est une voie de Toulouse, chef-lieu de la région Occitanie, dans le Midi de la France.

## Situation et accès

### Description
La rue Amparo-Poch-y-Gascón est une voie publique. Elle se trouve au cœur du quartier Saint-Cyprien.
Elle naît perpendiculairement à la rue du Pont-Saint-Pierre. Rectiligne, large de 8 mètres et longue de 75 mètres, elle est orientée à l'ouest. Après 27 mètres, elle reçoit à gauche la rue Piquemil, au niveau de l'ancienne place du Professeur-Pierre-Marquès, puis se prolonge jusqu'au carrefour de la rue des Dames-de-la-Porte.
En 2022, la chaussée n'est pas encore ouverte à la circulation.

### Voies rencontrées
La rue Amparo-Poch-y-Gascón rencontre les voies suivantes, dans l'ordre des numéros croissants (« g » indique que la rue se situe à gauche, « d » à droite) :
1. Rue du Pont-Saint-Pierre
2. Rue Piquemil (g)
3. Rue des Dames-de-la-Porte

### Transports
La rue Amparo-Poch-y-Gascón n'est pas directement desservie par les transports en commun Tisséo. Elle est cependant proche de la place intérieure Saint-Cyprien, où débouche la station Saint-Cyprien – République, sur la ligne de métro , et des allées Charles-de-Fitte, où se trouvent les arrêts des lignes de Linéo L14 et de bus 134566.
Il existe plusieurs stations de vélos en libre-service VélôToulouse à proximité de la rue Amparo-Poch-y-Gascón : les stations no 77 (2 place intérieure Saint-Cyprien), no 78 (14 place intérieure Saint-Cyprien) et no 79 (1 place Bernard-Lange).

## Odonymie

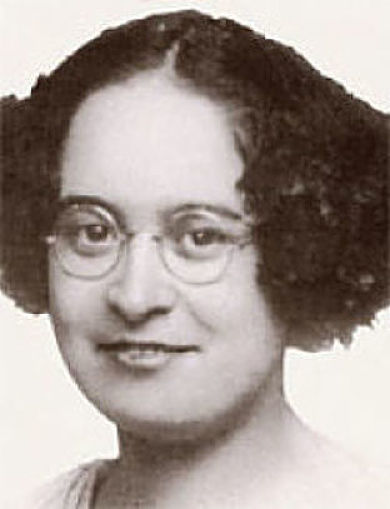
Portrait d'Amparo Poch y Gascón.

La rue, dont le tracé est défini en 2021, est nommée en hommage à Amparo Poch y Gascón (1902-1968). Née à Saragosse (Aragon), elle est la fille d'un sous-officier du génie de l'armée espagnole. Elle suit malgré l'opposition de son père et une certaine hostilité des milieux universitaires des études de médecine. Dans les années 1930, elle se rapproche des milieux syndicalistes anarchistes de la Confédération nationale du travail (CNT). En 1934, elle déménage à Madrid, où elle poursuit ses activités professionnelles et politiques, et en 1936, elle participe à la fondation de la revue Mujeres Libres, premier journal féministe et libertaire. Pendant la guerre d'Espagne, elle soutient la République et travaille comme directrice de l'Assistance sociale aux côtés de Federica Montseny jusqu'en 1937, à la suite des « événements » de Barcelone. En février 1939, à la chute de la Catalogne, elle se réfugie en France : elle vit à Nîmes, puis à Toulouse à partir de 1945. Elle travaille en particulier au dispensaire de la Croix-Rouge espagnole de la rue Pargaminières (actuel no 51) et à l'hôpital Varsovie, dans la rue du même nom (actuel no 15). Elle meurt d'un cancer en 1968.
La première partie de la rue, entre la rue du Pont-Saint-Pierre et la rue Piquemil, appartenait à l'origine à cette dernière. En 1983, la petite place qui se trouvait au niveau du coude de la rue Piquemil, entre les deux parties de la rue et face à l'entrée de l'Institut Claudius-Regaud fut nommé en l'honneur du professeur Pierre Marquès (1908-1976). Fils du radiologiste Étienne Marquès, il se spécialisa dans la même discipline et travailla au Centre régional anticancéreux, devenu Institut Claudius-Regaud en 1973, dont il devint le directeur dans les années 1950. La fusion de l'Institut Claudius-Regaud au sein de l'Oncopole en 2014 (actuel no 1 avenue Irène-Joliot-Curie) et l'aménagement de la rue Amparo-Poch-y-Gascón en 2021 ont fait disparaître ce nom.